# Тимелія-куцохвіст мала
 Тимелія-куцохвіст мала (Pnoepyga pusilla) — вид горобцеподібних птахів родини Pnoepygidae.

## Поширення
Вид поширений в Східній, Південно-Східній Азії та у Гімалаях. Ареал простягується від Непалу до тихоокеанського узбережжя Китаю на південь до В'єтнаму, далі трапляється мозаїчно аж до острова Тимор. Мешкає у тропічних і субтропічних низинних і гірських дощових лісах.